# Pamplona (Cagayan)
Pamplona é um município de  quarta classe de renda municipal (d) na província Cagayan, nas Filipinas. De acordo com o censo de 1 de maio  de  2020 possui uma população de 24 781 pessoas e 5 850 domicílios.